# L'Abîme (série télévisée)
Pour les articles homonymes, voir L'Abîme.
Production
Diffusion
L'Abîme est une série télévisée française en six épisodes de 52 minutes réalisée par François Velle d'après un scénario de Véronique Lecharpy et François Velle, Yann Le Gal, Julien Guérif, Justine Kim Gauthier, Clélia Constantine et Benjamin Richard, et diffusée en Suisse sur RTS Un à partir du 7 février 2023 et en France sur France 2 à partir du 8 février 2023.
Cette fiction est une coproduction d'Elephant Story et de France Télévisions pour France 2,, réalisée avec la participation de TV5 Monde et de la Radio télévision suisse (RTS), ainsi que le soutien de la région Provence-Alpes-Côte d'Azur.

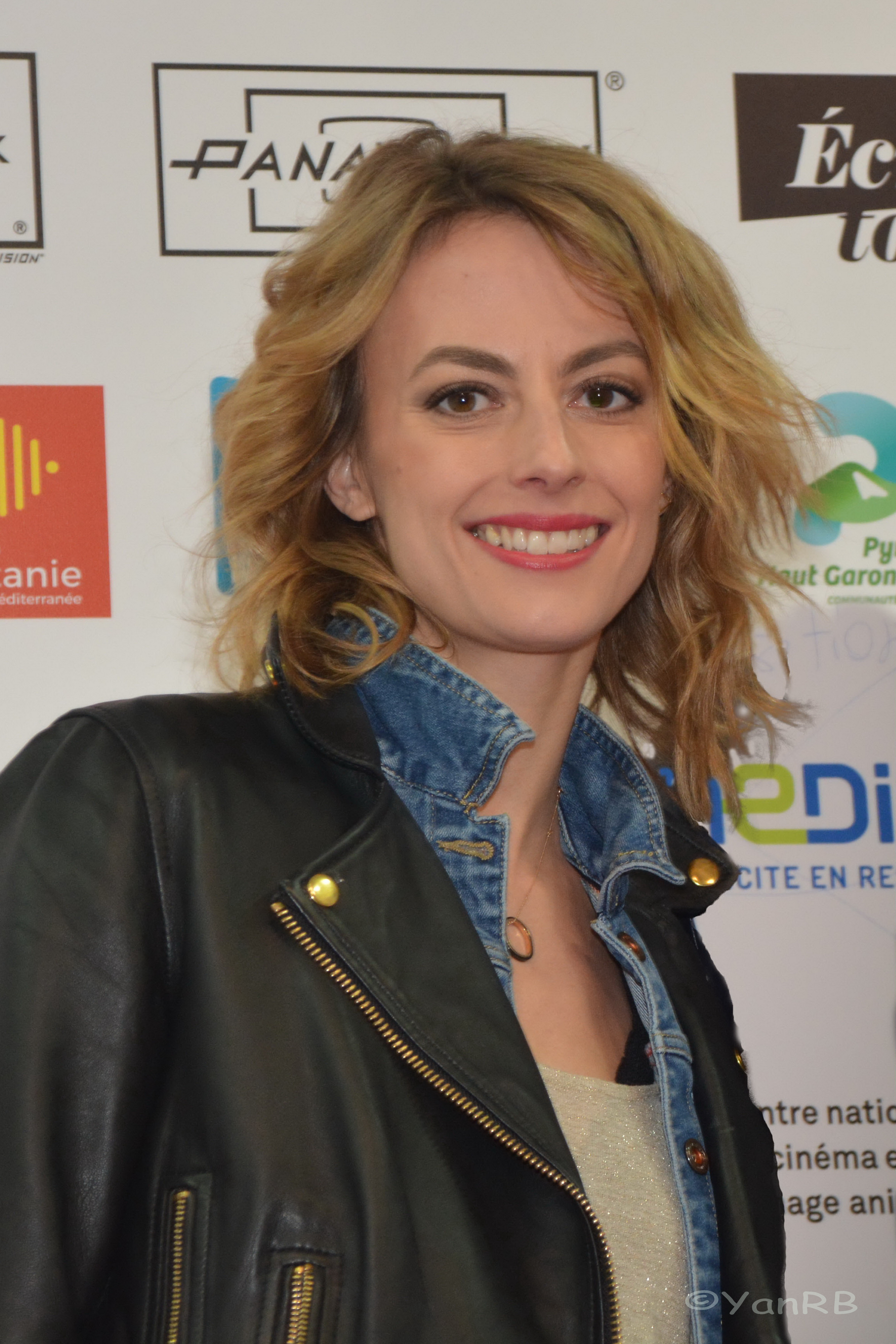
Sara Mortensen.

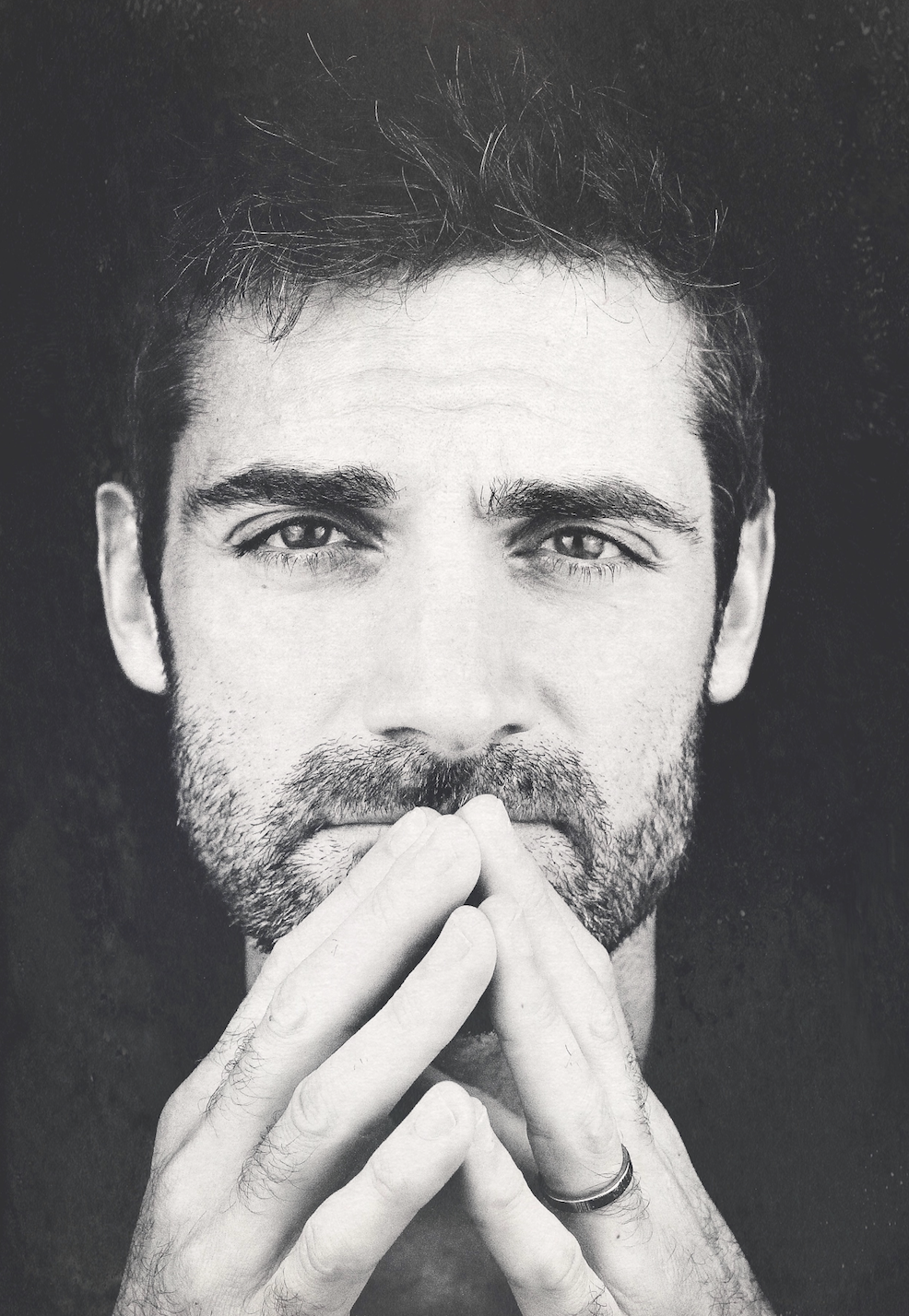
Gil Alma.

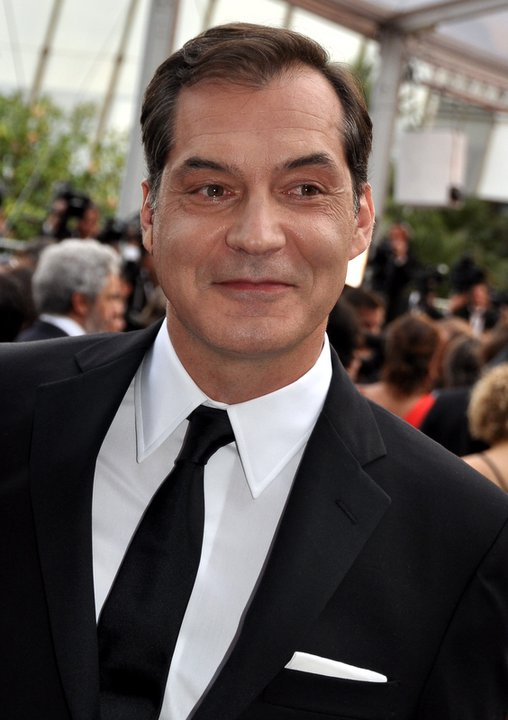
Samuel Labarthe.

## Synopsis
Elsa et Laurent Lacaze mènent une vie apparemment sans histoires avec leur fille Lucie, dans leur maison avec vue sur le village de Moustiers-Sainte-Marie, groupé autour de son église romane Notre-Dame et surmonté de l'étoile de Moustiers. Mais un matin, Elsa Lacaze disparaît alors qu'elle fait son jogging près du lac de Sainte-Croix et il apparaît rapidement qu'elle n'est pas celle que l'on croit et que son passé cache de lourds secrets.

## Distribution

### Famille Lacaze
- Sara Mortensen : Elsa Lacaze / Sophie Duvack
- Gil Alma : Laurent Lacaze, le mari d'Elsa
- Marie Mallia : Lucie Lacaze, la fille d'Elsa et Laurent

### Famille Duvack
- Samuel Labarthe : Bernard Duvack, le père de Sophie, maire de Saint-Chamas
- Anne Loiret : Victoire Duvack, la mère de Sophie
- Coline Bellin : Sophie Duvack à 16 ans

### Gendarmerie de Moustiers-Sainte-Marie
- Christopher Bayemi : lieutenant Cédric Martineau
- Leslie Granger : gendarme Asselin
- Louis-Emmanuel Blanc : gendarme Rousseau

### Gendarmerie de Saint-Chamas
- Hélène Seuzaret : commandante Stéphanie Fournier
- Malik Elakehal El Miliani : gendarme Lopez

### Autres personnages
- Frank Libert : le journaliste d'investigation Thierry Quinton
- Aude Candela : Mélanie, l'associée de Laurent
- Karin Revelant : Anna, la collègue d'Elsa
- Laura Boutant : Clara Martineau, la fille du lieutenant Martineau
- Fatah Boudia : le maire de Moustiers-Sainte-Marie
- Flore Lanoë : Stéphanie Fournier à 16 ans
- Marie Daguerre : la psychiatre

## Production

### Genèse et développement
La série est créée et écrite par Véronique Lecharpy, François Velle, Yann Le Gal, Julien Guérif, Justine Kim Gauthier, Clélia Constantine et Benjamin Richard, d'après une idée originale de Yann Le Gal, et réalisée par François Velle,,,.

### Tournage
Le tournage de la série se déroule du 16 février au 13 mai 2022 à Moustiers-Sainte-Marie dans le département des Alpes-de-Haute-Provence ainsi qu'à Saint-Chamas, Lançon-Provence et Marseille dans les Bouches-du-Rhône,,.

## Fiche technique
- Titre français : L'Abîme
- Genre : Drame
- Production : Gaëlle Cholet, Guillaume Renouil et Dorothée Woillez[3],[4]
- Sociétés de production : Elephant Story et France Télévisions[3],[4]
- Réalisation : François Velle[1],[2],[3],[5],[4]
- Scénario : Yann Le Gal, Julien Guérif, Justine Kim Gauthier, Clélia Constantine, Benjamin Richard, Véronique Lecharpy et François Velle[1],[2],[3],[5]
- Musique : Armand Amar
- Décors : Émérantine Vignon
- Costumes : Chantal Castelli
- Photographie : Jérôme Carles
- Son : Bastien Guille
- Montage : Thierry Roudan, Anne Saiac
- Maquillage : Valérie Tranier
- Pays de production :  France
- Langue originale : français
- Format : couleur
- Nombre de saisons : 1
- Nombre d'épisodes : 6[1],[2],[5],[6]
- Durée : 52 minutes[1],[2],[5],[6]
- Dates de première diffusion :
  - Suisse : 7 février 2023 sur RTS Un
  - France : 8 février 2023 sur France 2[4],[7]

## Épisodes

### Épisode 1
Un matin, Elsa Lacaze disparaît alors qu'elle fait son jogging près des rives du lac de Sainte-Croix. Dans les heures qui suivent, Laurent Lacaze se rend à la gendarmerie de Moustiers et signale la disparition de sa femme au lieutenant Martineau, avec qui il a un lourd contentieux dû à un témoignage lors de la procédure de divorce de ce dernier.
On retrouve le bracelet d'Elsa et une pierre tachée de sang dans un petit tunnel piétonnier situé sur le parcours de la jeune femme. Laurent Lacaze est suspecté par le lieutenant Martineau car il est arrivé très en retard le matin à son cabinet d'architecture où il devait présenter un projet au maire de Moustiers : il avait la main en sang et n'a pas d'alibi.
Anna, la collègue d'Elsa à l'agence immobilière Lacaze lui parle d'une dispute survenue quelques jours auparavant devant l'agence avec un inconnu et lui dit qu'elle a également vu Elsa sortir de l'hôtel Le Relais.
Pour comprendre, Laurent fouille la chambre de sa femme et découvre dans un médaillon la photo d'un enfant inconnu, cachée sous une photo d'Elsa et Lucie prise par lui récemment. En fait, il est marié depuis vingt ans avec Elsa et il ne sait presque rien de son passé. Il se rend à l'hôtel Le Relais et visite la chambre de l'inconnu : les murs sont couverts de dizaines de photos d'Elsa.

### Épisode 2
Les gendarmes continuent les battues et sondent le lac sans résultat. Ils inspectent la chambre de l'inconnu à l'hôtel Le Relais et constatent que quelqu'un est passé avant eux : l'ordinateur a disparu et certaines photos ont été enlevées. Martineau visionne les vidéos de surveillance de l'hôtel avec Laurent et l'interroge sur le passé d'Elsa : tout ce qu'il sait d'elle avant leur rencontre, c'est qu'elle a été placée dans un foyer pour adolescents. Elsa cache un lourd secret car elle n'est présente sur aucun réseau social et, en vingt ans de mariage, elle n'a pas voulu sortir une seule fois du département.
La gendarmerie identifie l'inconnu grâce à ses cartes de crédit, Thierry Quinton, un journaliste d'investigation qui s'occupe de vieilles affaires non élucidées, et localise sa voiture sur la parcelle de terrain que Laurent était en train de mesurer au moment de la disparition d'Elsa. Dans la maison bâtie sur cette parcelle, Martineau et Asselin découvrent le corps du journaliste mais il est mort depuis 72 heures, soit la veille de la disparition d'Elsa. 
Martineau découvre qu'Elsa a usurpé 21 ans auparavant l'identité d'une autre femme, Elsa Dupin. Elsa passe du statut de victime au statut de suspecte et Martineau lance un avis de recherche. À la gendarmerie de Saint-Chamas, la commandante Stéphanie Fournier reste stupéfaite en voyant l'avis de recherche : elle identifie Sophie Duvack, supposée morte il y a plus de vingt ans dans l'incendie d'une boîte de nuit et annonce la nouvelle aux parents Duvack.
Lucie réalise une affiche de recherche au nom de sa mère et la poste sur les réseaux : elle reçoit un message « Si vous voulez en apprendre plus sur cette femme, intéressez-vous à l'affaire Duvack ». Lucie et Laurent retrouvent sur internet l'affaire de Valentin Duvack, un enfant disparu à Saint-Chamas alors qu'il était sous la garde de sa sœur Sophie, âgée de seize ans. Daniel Rougier, 38 ans, est arrêté, jugé et condamné à 25 ans de prison alors qu'il n'arrête de clamer son innocence. Or Rougier vient d'être libéré cinq mois auparavant. 
Laurent et Lucie se rendent à Saint-Chamas pour retrouver Rougier. Lucie apprend par internet que ce dernier a ouvert une petite entreprise de réparation de filets de pêche à Port Pagnas, près de Saint-Chamas : ils y découvrent la voiture d'Elsa sous une bâche, pénètrent dans son habitation, récupèrent des documents et s'enfuient au moment où la commandante Fournier débarque avec son adjoint Lopez.

### Épisode 3
Elsa se réveille, les mains en sang, dans la poudrerie de Saint-Chamas. Elle trouve à ses côtés le téléphone portable de Rougier, avec lequel elle appelle Laurent, qui a pris une chambre d'hôtel avec Lucie. Elsa lui donne rendez-vous sur le pont de l'Horloge au centre de Saint-Chamas.
Le lieutenant Martineau, de la gendarmerie de Moustiers-Sainte-Marie rejoint la gendarmerie de Saint-Chamas, qui détecte les appels du téléphone de Rougier à Laurent Lacaze et déclenche la chasse à l'homme. Martineau trouve Lucie à l'hôtel et l'emmène au poste.
Elsa et Laurent se retrouvent sur le pont mais sont traqués par les gendarmes et doivent fuir. Laurent a des difficultés à faire confiance à Elsa. Pendant ce temps, la commandante Fournier confie Lucie à Bernard Duvack. Lucie est accueillie au domaine Duvack, où sa grand-mère lui montre les photos de Sophie / Elsa, enfant.
Elsa explique à Laurent comment le journaliste d'investigation Thierry Quinton l'a retrouvée et lui a révélé que son père, Bernard Duvack, maire de Saint-Chamas depuis 25 ans, a payé à l'époque un certain Mathieu Santini pour produire un faux témoignage contre Rougier.
Rougier est retrouvé mort dans le canal de l'ancienne poudrerie, poignardé comme Quinton.

### Épisode 4
Elsa et Laurent volent un voilier pour se rendre chez la veuve de Mathieu Santini de l'autre côté de l'étang de Berre en évitant les barrages routiers. Une fois à bord, ils se réconcilient.
Pendant ce temps, Martineau découvre dans le dossier que Stéphanie Fournier, maintenant commandante de la gendarmerie de Saint-Chamas, était une grande amie de Sophie Duvack et a été interrogée à l'époque de la disparition du petit Valentin. Il veut débarquer Stéphanie de l'enquête mais le procureur fait entièrement confiance à cette dernière.
Stéphanie explique qu'elle a, à l'époque, accompagné Bernard Duvack à la morgue pour identifier Sophie, supposée morte dans l'incendie d'une boîte de nuit à Marseille : Duvack a alors identifié sa fille à cause de son briquet marqué de ses initiales.
Durant ce temps, à bord du voilier, Elsa explique à Laurent qu'elle a laissé Valentin pour aller à une soirée, et qu'elle se considère comme responsable de la disparition de son petit frère. Son père, excédé lui a dit qu'il ne voulait plus la voir. C'est alors qu'elle a décidé de disparaître, a volé le briquet de son père et est partie à Marseille. Elle a logé dans un squat où elle a fait la connaissance d'Elsa Dupin, jeune droguée et prostituée. De temps en temps, Elsa lui piquait sa carte d'identité mais, un matin, elle n'est pas rentrée, victime de l'incendie de la boîte de nuit. Dans la presse, elle a découvert sa photo parmi celles des victimes : Sophie Duvack était morte. Elle a alors récupéré l'identité et les affaires d'Elsa Dupin et s'est tirée. Deux ans plus tard, elle rencontrait Laurent à Aix.
Elsa et Laurent appareillent pour rejoindre la veuve de Santini à bord du voilier. Mme Santini les prend pour des gendarmes et se confie à eux. Lorsqu'ils ressortent, ils ont la surprise de trouver le chauffeur de Bernard Duvack qui les attend, les aide à échapper à la gendarmerie et les emmène retrouver son patron au sommet d'un promontoire rocheux qui domine son immense domaine.

### Épisode 5
Bernard Duvack amène Elsa et Laurent chez lui pour qu'Elsa puisse revoir sa fille et sa mère, mais ils sont immédiatement arrêtés par la commandante Fournier. Le lieutenant Martineau débarque toutes sirènes hurlantes et arrête Bernard Duvack parce que Madame Santini l'accuse d'avoir acheté le témoignage de son mari contre Rougier. Mais l'avocat de Duvack obtient rapidement sa libération.
La commandante Fournier comprend qu'Elsa s'est cachée 25 ans plus tôt dans la Poudrerie de Saint-Chamas : Fournier et Martineau organisent la fouille de la poudrerie et retrouvent le corps du petit Valentin dans un puits d'aération.
La culpabilité d'Elsa semble évidente mais Martineau a des doutes : il a l'impression que toute l'affaire est un jeu de piste avec des petits cailloux semés sur le chemin. Il décide de se mettre à la recherche du message envoyé à Lucie pour l'inciter à s'intéresser à l'affaire Duvack.

### Épisode 6
Martineau avoue avoir des doutes à Laurent et à Lucie, et demande à cette dernière de lui transmettre le message.
Victoire va voir Elsa à la prison et attire son attention sur le fait que, le soir du drame, elle portait des talons aiguilles, avec lesquels il aurait été impossible de courir derrière Valentin à la poudrerie. En songe, Elsa revoit le moment où elle a révélé à Stéphanie que le code du coffre de son père est la date de naissance de Valentin.
La police scientifique arrive à tracer le message crypté : il vient d'un certain Victor Acerbo de Marseille, un détective privé auquel Victoire Duvack a fait appel il y une vingtaine d'années. Acerbo a retrouvé Elsa : Victoire Duvack savait donc depuis des années qu'Elsa était en vie et a demandé au détective de ne rien dire à son mari, qui lui en voulait très fort. Elle révèle à Martineau n'avoir jamais cru à la mort de Sophie et avoir décidé de la laisser vivre heureuse, et son amie Stéphanie a été traitée par Duvack comme sa fille, au point d'être couchée sur son testament
Martineau apprend de Lopez qu'il n'a pas assisté à côté de Stéphanie aux aveux d'Elsa, mais que son nom figure au procès-verbal afin que celui-ci ne soit pas invalidé. Lopez lui révèle également que Stéphanie Fournier a pris récemment 5 jours de congé. Il comprend que la commandante manipule tout le monde depuis le début.
Laurent et Elsa tendent un piège à Stéphanie avec l'aide de Bernard Duvack et font en sorte que Martineau entende par téléphone les aveux que leur fait la gendarme. Le lieutenant surgit juste à temps pour sauver Elsa et arrêter la coupable.

## Accueil

### En France
En France, la série est diffusée les mercredis vers 21 h 10 sur France 2 par salve de deux épisodes du 8 au 22 février 2023.
| Épisode              | Diffusion                | Diffusion            | Audience moyenne          | Audience moyenne                       | Audience moyenne         | Audience moyenne | Réf.   |
| Épisode              | Jour                     | Horaire              | Nombre de téléspectateurs | Part de marché (sur les 4 ans et plus) | Part de marché (FRDA-50) | Classement       | Réf.   |
| -------------------- | ------------------------ | -------------------- | ------------------------- | -------------------------------------- | ------------------------ | ---------------- | ------ |
| 1                    | Mercredi 8 février 2023  | 21 h 10 - 22 h 00    | 4 465 000                 | 19 %                                   | 8,2 %                    | 1er              | [ 8 ]  |
| 2                    | Mercredi 8 février 2023  | 22 h 00 - 22 h 55    | 4 243 000                 | 20,2 %                                 | 8,2 %                    | 1er              | [ 8 ]  |
| 3                    | Mercredi 15 février 2023 | 21 h 10 - 22 h 00    | 3 522 000                 | 16,9 %                                 | 5,7 %                    | 1er              | [ 9 ]  |
| 4                    | Mercredi 15 février 2023 | 22 h 00 - 22 h 55    | 3 266 000                 | 17,7 %                                 | 5,7 %                    | 1er              | [ 9 ]  |
| 5                    | Mercredi 22 février 2023 | 21 h 10 - 22 h 00    | 3 401 000                 | 16,5 %                                 | 5,8 %                    | 1er              | [ 10 ] |
| 6                    | Mercredi 22 février 2023 | 22 h 00 - 22 h 55    | 3 347 000                 | 18,1 %                                 | 5,8 %                    | 1er              | [ 10 ] |
|                      |                          |                      |                           |                                        |                          |                  |        |
| Moyenne de la saison | Moyenne de la saison     | Moyenne de la saison | 3 707 000                 | 18,1 %                                 | 6,6 %                    | 1er              | [ 11 ] |